# Albertus Willem Sijthoff
Albertus Willem Sijthoff (Leida, 1829 – Feldafing, 1913) è stato un editore olandese.
Nel 1851 fondò a Leida la casa editrice Sijthoff, con pubblicazioni prevalentemente di autori classici. Negli anni '80 del XX secolo da essa sono nate la Luithing-Sijthoff e la Sijthoff Pers.